# Devátá křížová výprava
Devátá křížová výprava v letech 1271–1272 byla poslední křížovou výpravou do Svaté země. Skončila vítězstvím mamlúků, kteří postupně dobyli a obsadili všechna křižácká území na Blízkém východě.

## Prolog
Roku 1268 byla mamlúky dobyta a zničena Antiochie. V roce 1270 končí osmá křížová výprava, které se přes původní velké plány francouzského krále Ludvíka IX., nepodařilo pomoci muslimy ohroženým křižáckým státům na Blízkém východě. Anglický princ a gaskoňský vévoda Eduard připlouvá k Tunisu příliš pozdě. Angličané, na rozdíl od většiny Francouzů, kteří odplouvali domů, pokračovali ve své cestě na pomoc Jeruzalémskému království, Antiochijskému knížectví a Tripolskému hrabství, které nyní ohrožoval mamlúcký sultán Bajbars. Anglickému princi přislíbil podporu bratr zemřelého francouzského krále Ludvíka, sicilský král Karel I. z Anjou.

## Průběh výpravy

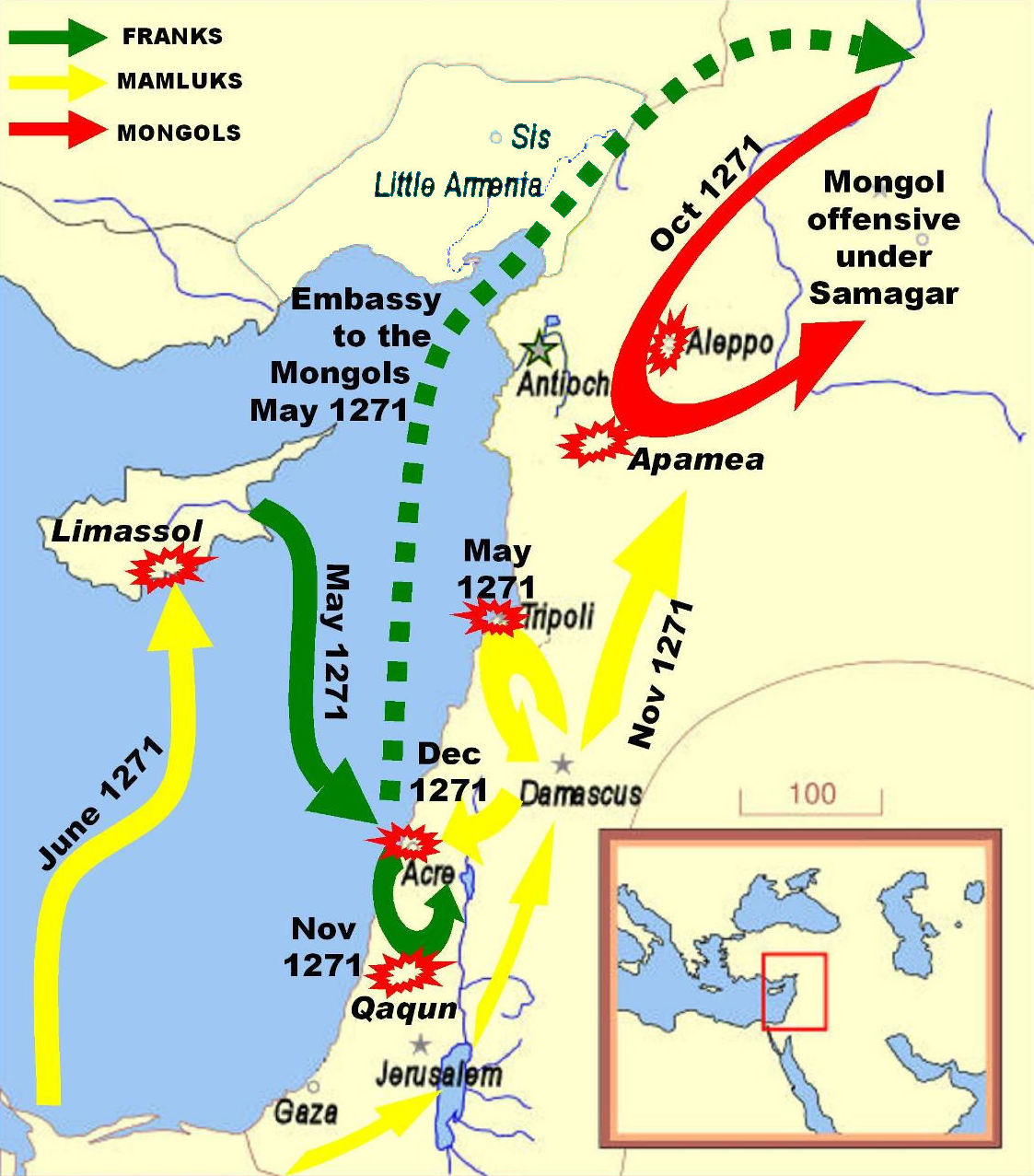
Postup křižáckých vojsk během deváté kruciáty

Výprava přezimovala na Sicílii a v květnu roku 1271 přistala v Akkonu, právě v době, kdy sultán Bajbars obléhal město Tripolis. Spolu s vojskem kyperského krále Huga III. se vůdci rozhodli prorazit mamlúcké obležení Tripolisu. Eduard si byl vědom, že proti přesile muslimů nemá šanci na úspěch a proto dochází k jednání s mongolským chánem Ílchanátu Abaqou. Chán přijímá dohodu o společném útoku proti mamlúkům. Vyslaných 10 000 jezdců vedených vojevůdcem Samagarem obsazuje území na jih od města Aleppa. Mocný protiútok mamlúků však donutí Mongoly, aby se stáhli až za řeku Eufrat. Sultán Bajbars se neúspěšně pokusil s vojskem vylodit na Kypru. Princ Eduard vyburcoval zbylé křižácké rytíře k boji. Vytáhl v čele vojska na jih, rytíři však odmítli bránit nově nabytá území a Eduard se proto stáhl zpět do Akkonu. Princ byl v Akkonu téměř zabit vrahem, kterého vyslal sultán Bajbars. V létě, když již Eduard připravoval novou výpravu, která měla za úkol dobýt Jeruzalém, přichází z Anglie zpráva o smrti krále Jindřicha III. Eduard proto v září roku 1272 opouští Svatou zemi a odplouvá domů do Anglie, kde je korunován králem Eduardem I. Sliboval, že se do Svaté země ještě vrátí, ale politické problémy v Anglii mu to již nedovolily.

## Důsledky

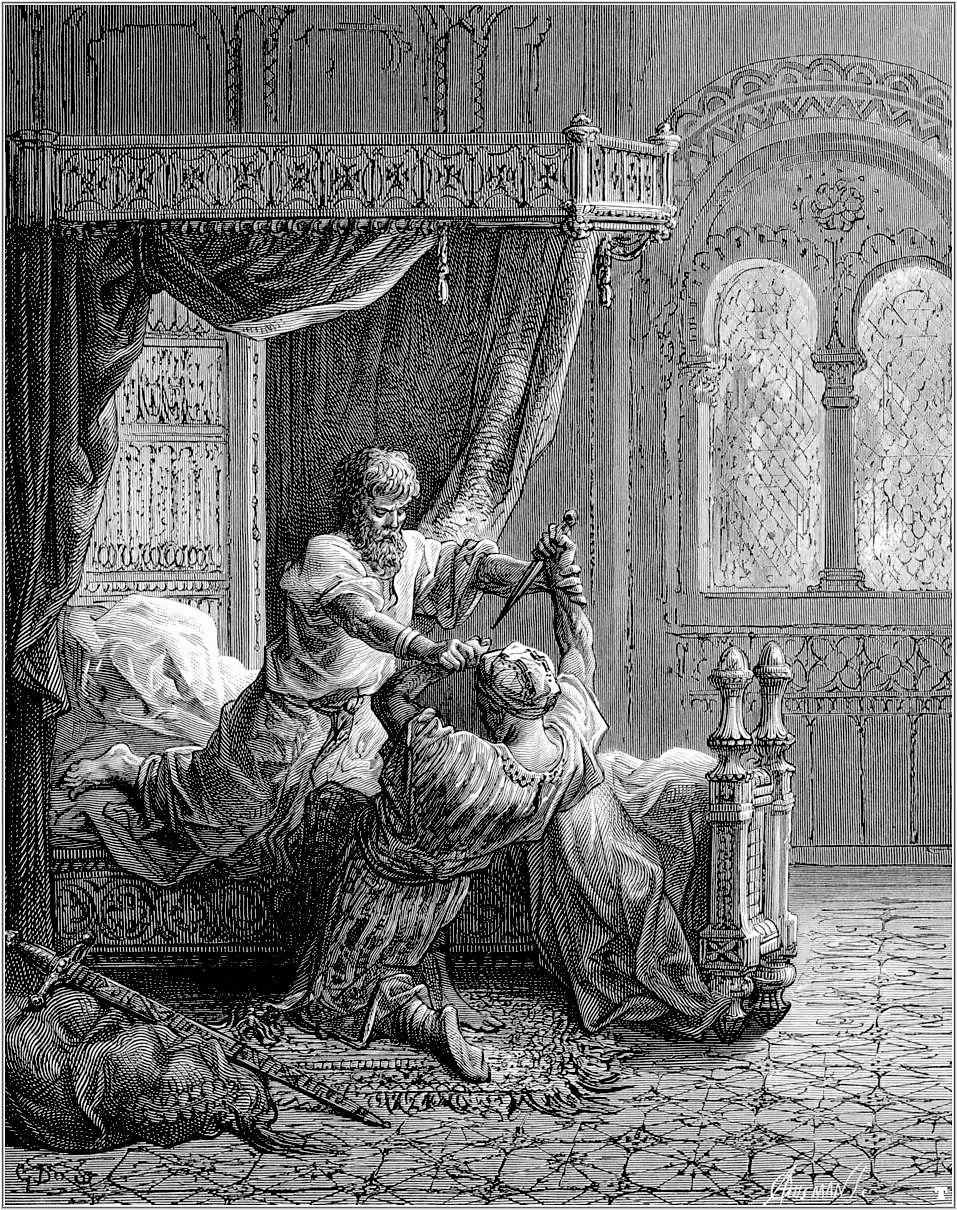
Gustave Doré: Princ Eduard při sebeobraně zabijí nájemného vraha

Sultán Bajbars po Eduardově odplutí postupně likvidoval poslední zbytky křižáckých držav. Roku 1289 byl egyptským sultánem Qalawunem dobyt a vypleněn Tripolis. Po šestitýdenním obléhání padl 18. května 1291 samotný Akkon – poslední velká křižácká država na Blízkém východě. Křesťané, kterým se nepodařilo uniknout, byli vyvražděni. Přístavní města byla zbořena a nová centra byla později postavena dál od moře, aby již nemohla sloužit jako základny pro další křesťanskou ofenzívu. Poslední křižácká pevnost v Zámoří na ostrově Ruad padla v září 1303. Latinské državy přetrvaly pouze na Kypru. Dobytím Akkonu v roce 1291 skončilo období křížových výprav do Svaté země, které od vyhlášení první křížové výpravy papežem Urbanem II. v roce 1095 trvalo bezmála 200 let.